# Gornji Viduševac
Gornji Viduševac is een plaats in de gemeente Glina in de Kroatische provincie Sisak-Moslavina. De plaats telt 504 inwoners (2001).